# Шелби (округ, Индиана)
Ше́лби (англ. Shelby County) — округ в штате Индиана, США. Официально образован в 1821 году, получил своё название в честь 1-го губернатора Кентукки Исаака Шелби. По состоянию на 2010 год, численность населения составляла 44 436 человека.

## География
По данным Бюро переписи США, общая площадь округа равняется 1 069,049 км2, из которых 1 064,880 км2 суша и 4,170 км2 или 0,390 % это водоёмы.

## Население
По данным переписи населения 2000 года в округе проживает 43 445 жителей в составе 16 561 домашних хозяйств и 12 056 семей. Плотность населения составляет 41,00 человек на км2. На территории округа насчитывается 17 633 жилых строений, при плотности застройки около 16-ти строений на км2. Расовый состав населения: белые — 97,26 %, афроамериканцы — 0,76 %, коренные американцы (индейцы) — 0,19 %, азиаты — 0,59 %, гавайцы — 0,02 %, представители других рас — 0,50 %, представители двух или более рас — 0,68 %. Испаноязычные составляли 1,14 % населения независимо от расы.
В составе 34,70 % из общего числа домашних хозяйств проживают дети в возрасте до 18 лет, 59,20 % домашних хозяйств представляют собой супружеские пары проживающие вместе, 9,30 % домашних хозяйств представляют собой одиноких женщин без супруга, 27,20 % домашних хозяйств не имеют отношения к семьям, 22,70 % домашних хозяйств состоят из одного человека, 9,50 % домашних хозяйств состоят из престарелых (65 лет и старше), проживающих в одиночестве. Средний размер домашнего хозяйства составляет 2,58 человека, и средний размер семьи 3,02 человека.
Возрастной состав округа: 26,70 % моложе 18 лет, 8,00 % от 18 до 24, 30,60 % от 25 до 44, 22,60 % от 45 до 64 и 22,60 % от 65 и старше. Средний возраст жителя округа 36 лет. На каждые 100 женщин приходится 98,00 мужчин. На каждые 100 женщин старше 18 лет приходится 95,80 мужчин.
Средний доход на домохозяйство в округе составлял 43 649 USD, на семью — 51 271 USD. Среднестатистический заработок мужчины был 36 809 USD против 25 021 USD для женщины. Доход на душу населения составлял 20 324 USD. Около 4,80 % семей и 7,60 % общего населения находились ниже черты бедности, в том числе — 9,70 % молодежи (тех, кому ещё не исполнилось 18 лет) и 8,50 % тех, кому было уже больше 65 лет.